# Parafia Ikony Matki Bożej „Znak” w Paryżu
Parafia Ikony Matki Bożej „Znak” – jedna z parafii prawosławnych w Paryżu. Należała do Zachodnioeuropejskiego Egzarchatu Parafii Rosyjskich; następnie (po likwidacji egzarchatu) weszła w skład Greckiej Metropolii Francji Patriarchatu Konstantynopolitańskiego.
Nabożeństwa w parafii odbywają się w języku cerkiewnosłowiańskim, obowiązuje kalendarz juliański.